# Virgil Donati
Virgil Donati (ur. 22 października 1958 w Melbourne) – australijski muzyk i kompozytor, wirtuoz instrumentów perkusyjnych, a także pianista. Na perkusji gra od 3 roku życia, w wieku 16 lat rzucił szkołę i wyemigrował do USA. Jako swoją główną inspirację muzyk wskazuje Iana Paice’a, perkusistę grupy muzycznej Deep Purple.
Donati obecnie występuje wraz z grupą Planet X, ponadto występował z takimi muzykami i grupami jak On The Virg, Steve Vai, Ring of Fire, Tribal Tech, Derek Sherinian, Tony MacAlpine, CAB, Southern Sons czy Soul Sirkus.
W 2004 roku muzyk otrzymał tytuł Best Drum Clinic przyznawany przez prestiżowy magazyn Modern Drummer. W 2011 roku brał udział w przesłuchaniach na stanowisko perkusisty w amerykańskim zespole progmetalowym Dream Theater.

## Instrumentarium
| Talerze Sabian - 18" HHXtreme Crash - 16" Saturation Crash - 14" HHX Power Hats - 17" Saturation Crash - 18" Saturation Crash - 12" Regular Hats - 20" Prototype Saturation Ride - 20" HHX Dry Ride - 19" Saturation Crash - 14" AAX Mini Chinese - 12" HH Hi Hats Osprzęt Pearl - Pearl Eliminator double pedal - D-150 Pearl Roadster throne. - DR503C ICON rack H2000 hi-hat - RH2000 remote hi-hat - PS85 pedal stabilizer |  | Bębny Pearl - 14"x12" Tom - 14"x5" Signature Virgil Donati Snare - 10"x9" Tom - 12"x10" Tom - 16"x16" Floor - 18"x16" Floor Tom - 18"x22" Bass Drum - 10"x4" Sopranino Snare Naciągi - Heads: Toms top: Clear Emperors - Toms bottom: Clear Ambassadors - Snare: Emperor X Coated/Emperor Coated - Sopranino: Ambassador Coated - Bass Drum: Powerstroke 3 Clear Pałki perkusyjne - Vater Virgil Donati Signature Assault |

## Publikacje
- Ultimate Play-Along Drum Trax Virgil Donati, 2005, Alfred Music, ISBN 978-0-7390-3895-6
- Double Bass Drum Freedom, 2009, Alfred Music, ISBN 978-0-7390-6652-2

## Dyskografia
| Albumy solowe - Stretch (1995, Musos Publications) - Just Add Water (1997, Thunder Drum Records) Ring of Fire - The Oracle (2001, Avalon Records) - Burning Live Tokyo (2002, Frontiers, Marquee) - Dreamtower (2002, Frontiers) - Lapse of Reality (2004, King Records) Planet X - Universe (2000, InsideOut Music) - Live from Oz (2002, InsideOut Music) - MoonBabies (2002, InsideOut Music) - Quantum (2007, InsideOut Music) Southern Sons - Southern Sons (1990, RCA) - Nothing But the Truth (1992, RCA) - Zone (1995, RCA) |  | Inne - Derek Sherinian - Planet X (1999, Magna Carta) - Ivan Grand Solberg, Golden State Mariachi Ministry - Lie Detector For Upgraded Strings And Orchestra (1999, Grand Fusion Science) - Mark Boals - Ring of Fire (2000, Frontiers) - Uncle Moe's Space Ranch - Uncle Moe's Space Ranch (2001, Tone Center) - Mark Boals - Edge of the World (2002, Frontiers) - Erik Norlander - Music Machine (2003, Think Tank Media) - Freakhouse - Beautiful Misery (2003, Reality Entertainment) - Bunny Brunel's L.A. Zoo - Revisited (2004, Mascot Records) - Dave Weiner - Shove The Sun Aside (2005, Favored Nations) - Soul SirkUS - World Play (2005, Frontiers Records) - Uncle Moe's Space Ranch - Moe's Town (2007, Tone Center) - Devil’s Slingshot - Clinophobia (2007, Mascot Records) - Derek Sherinian - Molecular Heinosity (2009, InsideOut Music) - Seven the Hardway - Seven the Hardway (2010, Mascot Records) - Tony MacAlpine - Tony MacAlpine (2011, FN Entertainment) - Lalu - Atomic Ark (2013, Sensory Records) |